# ロベルト・スカイヤーズ
ロベルト・スカイヤーズ・ペレス（Roberto Skyers Pérez、1991年11月12日 ‐ ）は、キューバ・ミナス出身の陸上競技選手。専門は短距離走。100mのキューバタイ記録保持者であり、200mのキューバ記録保持者。

## 経歴

### 2009年
17歳の若さで3月14日に200mで20秒24（+1.4）の好タイムをマークした。これは最終的に2009年ジュニア世界ランク2位の記録となった。

### 2011年
2011年10月にパンアメリカン競技大会に出場すると、男子200mと4×100mリレーで決勝まで進出した。27日の200m決勝ではランスフォード・スペンス（20秒38）やブルーノ・デ・バロス（20秒45）を抑えて20秒37（-1.0）で優勝した。28日の4×100mリレー決勝ではアンカーを務めて39秒75をマークするも、メダルまであと一歩の4位に終わった。

### 2012年
8月7日のロンドンオリンピック男子200m予選でオリンピックに初出場を果たすも、20秒66（+1.1）の組4着に終わり、着順で予選を突破できた組3着とは0秒04差、タイムで拾われた最後の枠（全体24位）の選手とは0秒03差で準決勝進出を逃した。

### 2014年
11月27日の中米カリブ競技大会男子200m決勝で20秒47（-1.8）をマークし、ライネル・メナ（20秒54）やホセ・カルロス・エレーラ（20秒63）を抑えて優勝した。

### 2015年
7月のパンアメリカン競技大会に出場すると、23日の男子200m準決勝を20秒09（+1.0）の自己ベストで突破し、2大会連続となる決勝に進出した。24日の決勝では準決勝のタイムを更に縮め、1978年にシルビオ・レオナルドが樹立したキューバ記録（20秒06）を塗り替える20秒02（+0.3）をマークしたが、この決勝は1位のアンドレ・ドグラスが19秒88、2位のラシード・ドワイヤーと3位のアロンソ・エドワードが共に19秒90と、3位までが19秒台というハイレベルなものとなったため、好タイムをマークしながらメダルを逃した。8月の北京世界選手権で世界選手権に初出場を果たすと、25日の男子200m予選を20秒29（+0.1）の組2着で突破し、オリンピックも含めて自身初となる準決勝に進出した。26日の準決勝では予選のタイムを縮める20秒23（+0.8）をマークしたが、組5着（全体12位）に終わり決勝進出を逃した。

### 2016年
2大会連続のオリンピック出場となった8月のリオデジャネイロオリンピックでは、16日の男子200m予選を20秒44（0.0）の組2着で突破。昨年の北京世界選手権に続いて世界大会の準決勝に進出するも、翌日の準決勝は20秒60（-0.3）とタイムを落として敗退した。

## 自己ベスト
- 記録欄の（　）内の数字は風速（m/s）で、+は追い風を意味する。

| 種目 | 記録          | 年月日        | 場所       | 備考             |
| 屋外 | 屋外          | 屋外          | 屋外       | 屋外             |
| ---- | ------------- | ------------- | ---------- | ---------------- |
| 100m | 9秒98 (+1.0)  | 2019年2月22日 | カマグエイ | キューバタイ記録 |
| 200m | 20秒02 (+0.3) | 2015年7月24日 | トロント   | キューバ記録     |

## 主な成績
- 備考欄の記録は当時のもの

| 年   | 大会                                       | 場所               | 種目    | 結果   | 記録          | 備考         |
| ---- | ------------------------------------------ | ------------------ | ------- | ------ | ------------- | ------------ |
| 2009 | アルバ競技大会 (en)                        | ハバナ             | 200m    | 優勝   | 20秒27 (+2.3) |              |
| 2009 | アルバ競技大会 (en)                        | ハバナ             | 4x100mR | 優勝   | 39秒77 (2走)  |              |
| 2009 | 中米カリブ選手権 (en)                      | ハバナ             | 4x100mR | 予選   | DNF (2走)     |              |
| 2010 | イベロアメリカ選手権 (en)                  | サン・フェルナンド | 100m    | 4位    | 10秒40 (-0.2) |              |
| 2011 | アルバ競技大会 (en)                        | バルキシメト       | 200m    | 優勝   | 20秒44 (+2.4) |              |
| 2011 | アルバ競技大会 (en)                        | バルキシメト       | 4x100mR | 優勝   | 39秒34 (4走)  |              |
| 2011 | パンアメリカン競技大会 (en)                | グアダラハラ       | 200m    | 優勝   | 20秒37 (-1.0) |              |
| 2011 | パンアメリカン競技大会 (en)                | グアダラハラ       | 4x100mR | 4位    | 39秒75 (4走)  |              |
| 2012 | オリンピック                               | ロンドン           | 200m    | 予選   | 20秒66 (+1.1) |              |
| 2014 | 世界リレー (en)                            | ナッソー           | 4x100mR | B決勝  | 38秒60 (2走)  |              |
| 2014 | パンアメリカン スポーツフェスティバル (en) | メキシコシティ     | 200m    | 2位    | 20秒28 (+0.6) | 自己ベスト   |
| 2014 | 中米カリブ競技大会 (en)                    | ハラパ             | 200m    | 優勝   | 20秒47 (-1.8) |              |
| 2015 | 世界リレー (en)                            | ナッソー           | 4x100mR | B決勝  | 39秒04 (2走)  |              |
| 2015 | パンアメリカン競技大会 (en)                | トロント           | 200m    | 4位    | 20秒02 (+0.3) | キューバ記録 |
| 2015 | パンアメリカン競技大会 (en)                | トロント           | 4x100mR | 予選   | 39秒61 (2走)  |              |
| 2015 | 世界選手権                                 | 北京               | 200m    | 準決勝 | 20秒23 (+0.8) |              |
| 2016 | イベロアメリカ選手権 (en)                  | リオデジャネイロ   | 200m    | 準決勝 | DNF           |              |
| 2016 | イベロアメリカ選手権 (en)                  | リオデジャネイロ   | 4x100mR | 3位    | 38秒93 (2走)  |              |
| 2016 | オリンピック                               | リオデジャネイロ   | 200m    | 準決勝 | 20秒60 (-0.3) |              |
| 2016 | オリンピック                               | リオデジャネイロ   | 4x100mR | 予選   | 38秒47 (2走)  |              |
| 2017 | 世界選手権                                 | ロンドン           | 4x100mR | 予選   | 39秒01 (2走)  |              |